# Wasilij Titow
Wasilij Pietrowicz Titow (ros. Василий Петрович Титов, w polskiej literaturze często jako Wasyl Titow; 1758–1821) – rosyjski generał, uczestnik walk przeciwko insurekcji kościuszkowskiej, a także wojen napoleońskich.

## Biografia
Urodził się w 1758 roku. Do służby wojskowej wstąpił w 1773 roku i w 1778 roku otrzymał pierwszy stopień oficerski. W 1784 roku promowany na stopień kapitana, a w 1787 roku na premier-majora.
W czasie insurekcji warszawskiej dowodził batalionem piechoty. Wraz z nim stoczył ciężką czterogodzinną potyczkę z Regimentem Gwardii Pieszej Koronnej w rejonie ulicy Bonifraterskiej, po której wycofał się z miasta na Powązki pod osłonę wojsk pruskich. Wieczorem tego samego dnia przedarł się z niewielkim oddziałem do otoczonych na Miodowej wojsk rosyjskich, następnie wraz z Osipem Igelströmem uciekł z miasta.
Promowany do stopnia podpułkownika, został dowódcą kijowskiego pułku grenadierów. Wraz z nim brał udział w tłumieniu insurekcji kościuszkowskiej, za co 26 października 1795 roku został odznaczony Orderem Świętego Jerzego IV klasy (nr 621 na liście kawalerów Sudrawskiego oraz nr 1191 na liście Grigorowicza-Stiepanowa) .
Na początku 1798 roku Titow uzyskał stopień pułkownika i 18 sierpnia został mianowany dowódcą małorosyjskiego pułku grenadierów. 17 listopada tego samego roku został promowany na stopień generał-majora z przydziałem do dowództwa muromskiego pułku muszkieterów, jednak już następnego dnia został z nieznanych powodów przeniesiony w stan spoczynku. Do służby powrócił 6 marca 1799 roku i został mianowany dowódcą 5. pułku jegrów. 27 lipca 1800 roku ponownie przeszedł na emeryturę, jednak po wstąpieniu na tron cara Aleksandra I Titow ponownie został powołany do służby i 8 marca 1802 roku został zatwierdzony na stanowisku dowódcy muromskiego pułku muszkieterów.
W latach 1806–1807 Titow brał udział w kampanii przeciwko francuzom w Prusach Wschodnich. W bitwie pod Iławą Pruską dowodził 3 Dywizją Piechoty i został ranny. 8 kwietnia 1807 roku został odznaczony Orderem św. Jerzego III klasy (nr 147 na liście kawalerów). Mimo ran, Titow powrócił do służby i w bitwie pod Heilsbergiem ponownie dowodził 3 Dywizją. Po zakończeniu wojny, w 1809 powrócił w stan spoczynku, jednak po rozpoczęciu napoleońskiej inwazji Rosji powrócił do służby jako organizator i dowódca korpusu pospolitego ruszenia z guberni penzeńskiej i symbirskiej. Titow nie brał udziału w walkach, dopiero w maju 1813 jego korpus wszedł w skład Armii Polskiej von Benningsena i podporządkowany korpusowi Piotra hr. Tołstoja. We wrześniu Titow stoczył swoją pierwszą walkę tej wojny i wziął udział w bitwie pod Dreznem. Następnie brał udział w walkach przeciwko wojskom francuskim oblegającym Magdeburg oraz w oblężeniu Hamburga .
Po ostatecznym pokonaniu Napoleona Titow powrócił do Rosji, zamieszkał w Penzie i w Moskwie. Zmarł w Moskwie 16 czerwca 1821, został pochowany na cmentarzu klasztoru Nowopasskiego.